# جورج ميلو
جورج ميلو (بالإنجليزية: George Milo)‏ هو مصمم إنتاجي أمريكي، ولد في 19 ديسمبر 1909 في نيويورك في الولايات المتحدة، وتوفي في 19 يوليو 1984 في لوس أنجلوس في الولايات المتحدة.

## وصلات خارجية
- جورج ميلو على موقع IMDb (الإنجليزية)
- جورج ميلو على موقع أول موفي (الإنجليزية)
- جورج ميلو على موقع قاعدة بيانات الفيلم (الإنجليزية)